# Hypenomorpha falcipennis
Hypenomorpha falcipennis là một loài bướm đêm trong họ Erebidae.